# Mâncio Lima (ort)
Mâncio Lima är en ort i delstaten Acre i nordvästra Brasilien. Den är huvudort i en kommun med samma namn och folkmängden uppgick till cirka 9 000 invånare vid folkräkningen 2010. Mâncio Lima ligger cirka 30 kilometer väster om Cruzeiro do Sul.